# Вурцер, Георг
Георг Вурцер (нем. Georg Wurzer; 31 января 1907, Мюнхен, Германская империя — 8 августа 1982, Германия) — немецкий футболист, тренер. 

## Клубная карьера
Георг родился в Мюнхене в 1907 году. Там же он стал выступать в футбольной команде «Вакер». Затем выступал за «Ульмер 1894», а позднее стал его главным тренером. В 1936 стал тренером команды «Гаутрайнер» (Заксен), и руководил ей на протяжении трех лет. После недолгого возвращения в «Ульмер», стал главным тренером «Штутгарта». За тринадцать лет пребывания тренером «швабов» Вурцер дважды стал чемпионом Бундеслиги и помог «Штутгарту» впервые заявить о себе на всю  страну. Затем Георг отправился в Швейцарию в клуб «Цюрих», где проработал два года.